# 四国同盟戦争
四国同盟戦争（しこくどうめいせんそう、英語: War of the Quadruple Alliance）は、1718年から1720年まで行われた、スペインと四国同盟（オーストリア、イギリス、フランス、ネーデルラント連邦共和国（オランダ）の4か国）およびサヴォイア公国（当時シチリア王国を称する）との間で行われた戦争。

## 背景

### スペインとヨーロッパ諸国の紛争
スペイン継承戦争を終結させた1713年のユトレヒト条約および1714年のラシュタット条約により、スペインはネーデルラント、ミラノ公国、ナポリ王国、サルデーニャ島を神聖ローマ皇帝カール6世に、シチリア王国をサヴォイア公ヴィットーリオ・アメデーオ2世に割譲した。スペイン王フェリペ5世は領土回復を追求したが、当面の急務は13年間の戦争で荒廃したスペインの国力の回復であり、イタリア出身の枢機卿であるジュリオ・アルベローニがそれを推進した。1714年、アルベローニは寡夫となったフェリペ5世と21歳のエリザベッタ・ファルネーゼの縁談をまとめた。この縁談の途中でアルベローニはエリザベッタの個人的な顧問になった。1715年、アルベローニは首相に就任、スペインの財政と陸軍を改革したほかスペイン艦隊を再建した（1718年だけで戦列艦を50隻建造した）。一方のエリザベッタもファルネーゼ家の一員としてイタリアのパルマ・ピアチェンツァ公国、ひいてはトスカーナ大公国の継承権を有していたため、自分の子供であるドン・カルロス王子のためにイタリアの君主位を確保したいと望み、アルベローニの支持を得てフェリペ5世とその息子たちのイタリアに対する野心を煽った。そして、スペインはオーストリアがオスマン帝国との戦争（墺土戦争）にかかりきりになっている間に、軍隊を派遣して1717年8月にサルデーニャを占領した（スペインによるサルデーニャ侵攻）。
スペインはフランスとの火種も抱えていた。1715年、フランス王ルイ14世が死去してルイ15世が5歳で即位したが、夭折の可能性もあり、フェリペ5世がユトレヒト条約でフランスの王位継承権を放棄したにもかかわらずフランス摂政のオルレアン公フィリップ2世とルイ15世の継承者の位を争った。その裏にはメーヌ公妃ルイーズ・ベネディクト・ド・ブルボンが夫を唆して参加させ、スペインの駐仏大使のチェッラマーレ公爵アントニオ・デル・ジューディチェが一枚かんでいたチェッラマーレ陰謀もあり、オルレアン公を追放してフェリペ5世を摂政につかせるという陰謀があった。
さらに、スペインはイギリスへの牽制として、ジャコバイトとスチュアート家を支援した。1717年、イギリスがスウェーデンに宣戦布告して大北方戦争に参戦したが、スウェーデン王カール12世はジャコバイトを通してアルベローニと連絡をとった。英仏同盟はスペインとスウェーデンの共通した敵であり、イギリスのハノーファー朝国王が追放されることでスウェーデンは敵国を1つ減らし、スペインはフランスとの連合を促進、続いて東方での戦闘に手間とっているオーストリアを簡単に屈服させるができる、と考えたのだった。これに対してフランスの外務大臣ギヨーム・デュボワはイギリスからの圧力で英仏による連合交渉に同意、スペインに和議の条件としてシチリアとサルデーニャの交換、トスカーナ大公国とパルマ・ピアチェンツァ公国の継承権をエリザベッタの長男ドン・カルロスに戻すことの2条件を出した。イギリスはジブラルタルの返還まで持ちかけたが、スペインは和議を拒否した。スペインが強硬策に踏み切った背景には、フランスにおける反オルレアン公・反デュボワ・親スペイン派の存在、イギリスにおける反戦勢力である商人層（地中海と米州における貿易に悪影響を与えるため）の存在、ならびに英仏同盟が長く維持されることはないという判断があった。

### 開戦事由
これらの行動は諸国に警戒され、1716年末にデュボワがオランダの説得に成功すると翌1717年1月4日に英仏蘭の間で三国同盟が結ばれた。しかしオーストリア軍は全ての資源を墺土戦争に投入しており、総指揮官のプリンツ・オイゲンはイタリアにおけるスペインとの大戦争を避けたかった。そのため、オーストリアの動きは鈍かった。やがてスペインが打って出て、1718年6月に今度は3万人の指揮をレーデ侯に任せ、さらに船350隻と大砲250門以上も加えて、シチリア島に侵攻すると、英仏は7月18日にロンドンで講和条件を記した条約を締結、オーストリア、スペイン、サヴォイア公国に3か月内の条約加盟を求めた。3日後の7月21日にオスマン帝国とパッサロヴィッツ条約を締結して講和したオーストリアは8月2日になって条約に加盟し、四国同盟が結成された。戦争の名前はこの同盟による。英仏墺の計3か国しか加盟していないにもかかわらず、「四国同盟」と呼ばれたのはオランダの加盟が予想されたためだったが、オランダはスペインとの貿易を維持しようとして条約加盟を拒否した。サヴォイア公ヴィットーリオ・アメデーオ2世はアルベローニと反オーストリア同盟の交渉を始めたため、一時は不明確な立場をとったが、11月に同盟に加わった。

## 戦闘

### シチリア
イギリスは四国同盟が締結される前にジョージ・ビング提督率いる艦隊を派遣して、スペインのシチリア島奪取を阻止しようとしたが失敗した。ビングは1718年6月に地中海西部に到着、8月11日のパッサロ岬の海戦でスペイン艦隊を壊滅させた。スペインはそれでも諦めず、イギリスは1718年12月に、フランスは1719年1月に対スペイン宣戦に踏み切った。オランダは1719年8月に宣戦した。
その後、イギリス艦隊の支援を受けたオーストリア軍はシチリアに上陸したが、ミラッツォの戦い（1718年10月）とフランカヴィッラの戦い（1719年6月）とスペイン軍に連敗した。しかし、艦隊の支援がなくなったスペイン軍の状況はそれ以上に悪化しており、1719年のミラッツォでの再戦はオーストリア軍が勝利、そのまま10月にはメッシーナも占領された。

### スコットランド
アルベローニはイギリスへの妨害として「アルベローニ計画」を立て、ジャコバイトとハイランド地方におけるジャコバイトを支持、ジョージ1世を廃位してジェームズ・フランシス・エドワード・ステュアートを王位につかせようとした。これにより、スペインはスコットランドに海兵隊300人と第10代マーシャル伯爵ジョージ・キースなどジャコバイトの指揮官をスコットランドに上陸させた。スペイン軍は蜂起を支援するためにシーフォース卿の住処の1つであるアイリーン・ドナン城に駐留軍を配置した。
しかしアイリーン・ドナン城はジャコバイトが出払っている間にイギリス軍に占領、破壊された（アイリーン・ドナン城占領）。また第2代オーモンド公ジェームズ・バトラー率いる軍勢7千は1719年3月にカディスから出航したが、フィニステレ岬で嵐に遭いグレートブリテン島に上陸できなかった。スペイン軍とジャコバイト軍が糾合して戦ったグレン・シールの戦いも政府軍の勝利に終わり、「ザ・ナインティーン」または「1719年の反乱」と呼ばれた1719年ジャコバイト蜂起は1回の戦闘で鎮圧された。

### スペイン
シチリアでの戦闘の間、イギリスとオランダの艦隊がスペインの艦隊と通商を攻撃し、沿岸攻撃も行った。ジャコバイト蜂起の後、1719年10月にはイギリスが報復としてフェロルとサントーニャに上陸、さらにビーゴを占領、スペイン政府は動揺した。
フランス軍はベリック公ジェームズ・フィッツジェームズがパンプローナの攻囲を主張したが、物資の準備が追い付かなかったため、代わりに1719年6月18日にオンダリビアを3週間の包囲を経て攻略した。フェリペ5世率いるスペイン軍はその前日にオンダリビアから2リーグほどのレサカまで来ていたが、町が占領されたことを知ると引き返した。ベリック公は続いて8月にサン・セバスティアンを降伏させたが、背後にパンプローナという強固な要塞を残して進軍することに危険を感じて撤退、カタルーニャに転じて8月31日にラ・セウ・ドゥルジェイも攻略した。しかし、続くロザス包囲戦では悪天候が続き、嵐により補給船が多数破壊されたためベリック公はやむなく撤退、冬営に入った後パリへ戻った。

### 新大陸
新大陸においてはフランスが1719年5月にペンサコーラを占領した。同年8月、スペインの大部隊が救援に来たためフランスの小規模な駐留部隊は降伏した。しかし、9月1日に今度はフランス艦隊がきて、ペンサコーラを再び占領した。1720年2月、スペイン軍はバハマのナッソーを占領しようとしたが失敗、略奪しただけに留まった。
1719年に開戦の報せがスペイン植民地のサンタフェ・デ・ヌエボ・メヒコに届くと、植民地政府はグレートプレーンズのフランス勢力の増長を憂慮して、反撃として1720年6月にビリャスルの遠征を行ったがインディアン軍に敗れた。一方でイギリスは首脳部のスタンホープ伯爵とロバート・ウォルポールの両方が植民地遠征を支持しなかったため、スペインの植民地への遠征軍を派遣することはなかった。

## 和平
スペインの勝ち目が無いことが明らかになると、アルベローニは責任を取らされて1719年12月に失脚した。イギリス、フランス、オーストリアは1719年10月にスペインが四国同盟の講和条件を認めなければカルロス王子のパルマ・ピアチェンツァ・トスカーナ三公領の継承権を取り上げると決め、フェリペ5世は折れて1720年2月17日にハーグ条約を締結、戦争が終結した。
その結果、スペインはすべての占領地を返還し、その代わりパルマ公国の継承権が認められた。サヴォイア公ヴィットーリオ・アメデーオ2世は神聖ローマ帝国のカール6世にシチリア王国を割譲し、その代償として神聖ローマ帝国からサルデーニャ島を割譲された。神聖ローマ帝国からサルデーニャ王の称号も認められ、サルデーニャ王国が成立した。
戦後、パルマ・ピアチェンツァ・トスカーナ三公領の継承について1724年にカンブレー会議が開催されたが全く進展せず、オーストリアとスペインは独自に交渉して1725年4月のウィーン条約に繋げた。